# 政治学家
政治学家（英語：Political scientists）指研究政治学的学者。对政治和学术进行研究，和政治记者、政治评论家有明显区别。